# Weriko Czumburidze
Weriko Czumburidze (gruz. ვერიკო ჭუმბურიძე), Veriko Çumburidze (ur. 20 kwietnia 1996 w Adanie, Turcja) – gruzińska i turecka skrzypaczka.

## Życiorys
Naukę gry na skrzypcach rozpoczęła w wieku 4 lat pod kierunkiem S. Yunkuş. Później kształciła się w Państwowym Konserwatorium w Mersinie pod kierunkiem Selahattina Yunkusa i swojej matki – Lili Czumburidze. W 2010 roku, jako stypendystka programu „Young Musicians on World Stages” (YMWS), została studentką prof. Dory Schwarzberg w Universität für Musik und darstellende Kunst Wien. Uczestniczyła w kursach mistrzowskich prowadzonych przez swoją promotorkę, a także przez prof. Igora Ozima i prof. Dorę Schwarzberg. Obecnie kontynuuje naukę w Wyższej Szkole Muzyki i Teatru w Monachium u Any Chumachenco.
Laureatka I nagrody w Konkursie Skrzypcowym „Gülden Turali” (2004), w Państwowym Konkursie w Gruzji (2006) oraz w VII Międzynarodowym Konkursie dla Młodych Muzyków im. P. Czajkowskiego (2012). W 2016 roku zwyciężyła w Międzynarodowym Konkursie Skrzypcowym im. Henryka Wieniawskiego w Poznaniu.
Występowała jako solistka z Borusan İstanbul Filarmoni Orkestrası, Zuricher Kammerorchester, Münchener Kammerorchester pod batutą Howarda Griffithsa, Brandenburgisches Staatsorchester, Musikkollegium Winterthur, Rosyjską Państwową Orkiestrą Symfoniczną i in.
Czumburidze gra na instrumencie Giambattisty Guadagniniego z 1756 użyczonym jej w 2016 przez fundację Deutsche Stiftung Musikleben.